# Coupe du monde de luge 2016-2017
Navigation
Édition précédente Édition suivante
La coupe du monde de luge 2016-2017 est la 40e édition de la Coupe du monde de luge, compétition de luge organisée annuellement par la Fédération internationale de luge.
Elle se déroule entre le 26 novembre 2016 et le 26 février 2017 sur 9 étapes organisées en Europe, Amérique du Nord et en Asie.
Les vainqueurs du classement général hommes, femmes et doubles se voient remettre un gros Globe de cristal tandis que les vainqueurs des épreuves sprint se voient remettre un petit Globe de cristal. 

## Programme de la saison
| \| Altenberg Königssee Oberhof Sigulda Winterberg \| Sites des compétitions en Europe. |
| Altenberg Königssee Oberhof Sigulda Winterberg                                         |

| \| Lake Placid Park City Whistler \| Sites des compétitions en Amérique du Nord. |
| Lake Placid Park City Whistler                                                   |

## Attribution des points
Les manches de Coupe du monde donnent lieu à l'attribution de points, dont le total détermine le classement général de la Coupe du monde.

Ces points sont attribués selon cette répartition :
| Place  | 1   | 2  | 3  | 4  | 5  | 6  | 7  | 8  | 9  | 10 | 11 | 12 | 13 | 14 | 15 | 16 | 17 | 18 | 19 | 20 | 21 | 22 | 23 | 24 | 25 | 26 | 27 | 28 | 29 |
| ------ | --- | -- | -- | -- | -- | -- | -- | -- | -- | -- | -- | -- | -- | -- | -- | -- | -- | -- | -- | -- | -- | -- | -- | -- | -- | -- | -- | -- | -- |
| Points | 100 | 85 | 70 | 60 | 55 | 50 | 46 | 42 | 39 | 36 | 34 | 32 | 30 | 28 | 26 | 25 | 24 | 23 | 22 | 21 | 20 | 19 | 18 | 17 | 16 | 15 | 14 | 13 | 12 |

## Classements généraux
| Rang | Nom               | Points |
| ---- | ----------------- | ------ |
| 1    | Roman Repilov     | 845    |
| 2    | Felix Loch        | 748    |
| 3    | Wolfgang Kindl    | 700    |
| 4    | Semen Pavlichenko | 686    |
| 5    | Johannes Ludwig   | 557    |

| Rang | Noms                                | Points |
| ---- | ----------------------------------- | ------ |
| 1    | Toni Eggert / Sascha Benecken       | 1140   |
| 2    | Tobias Wendl / Tobias Arlt          | 888    |
| 3    | Matthew Mortensen / Jayson Terdiman | 674    |
| 4    | Robin Geueke / David Gamm           | 671    |
| 5    | Andris Šics / Juris Šics            | 532    |

| Rang | Nom                  | Points |
| ---- | -------------------- | ------ |
| 1    | Natalie Geisenberger | 982    |
| 2    | Tatjana Hüfner       | 865    |
| 3    | Tatiana Ivanova      | 683    |
| 4    | Erin Hamlin          | 614    |
| 5    | Alex Gough           | 585    |

| Rang | Nation    | Points |
| ---- | --------- | ------ |
| 1    | Allemagne | 531    |
| 2    | Lettonie  | 405    |
| 3    | Russie    | 395    |
| 4    | Autriche  | 385    |
| 5    | Canada    | 375    |

## Calendrier et podiums
| 1. Winterberg (26 au 27 novembre 2016) |                               |                            |                            |
| Épreuve                                | Vainqueur                     | Deuxième                   | Troisième                  |
| Hommes                                 | Johannes Ludwig               | Roman Repilov              | Andi Langenhan             |
| Femmes                                 | Natalie Geisenberger          | Tatjana Hüfner             | Dajana Eitberger           |
| Doubles                                | Toni Eggert / Sascha Benecken | Robin Geueke / David Gamm  | Tobias Wendl / Tobias Arlt |
| Sprint Hommes                          | Felix Loch                    | Stepan Fedorov             | Johannes Ludwig            |
| Sprint Femmes                          | Dajana Eitberger              | Birgit Platzer             | Natalie Geisenberger       |
| Sprint Doubles                         | Toni Eggert / Sascha Benecken | Tobias Wendl / Tobias Arlt | Robin Geueke / David Gamm  |

| 2. Lake Placid (5 au 6 décembre 2014) |                                   |                                                 |                                               |
| Épreuve                               | Vainqueur                         | Deuxième                                        | Troisième                                     |
| Hommes                                | Tucker West                       | Semen Pavlichenko                               | Wolfgang Kindl                                |
| Femmes                                | Tatjana Hüfner                    | Kimberley McRae                                 | Alex Gough                                    |
| Doubles                               | Toni Eggert / Sascha Benecken     | Matthew Mortensen / Jayson Terdiman             | Robin Geueke / David Gamm                     |
| Relais                                | Canada (McRae-Edney-Walker/Snith) | Russie (Baturina-Pavlichenko-Bogdanov/Medvedev) | États-Unis (Britcher-West-Mortensen/Terdiman) |

| 3. Whistler (9 au 10 décembre 2016) |                               |                            |                             |
| Épreuve                             | Vainqueur                     | Deuxième                   | Troisième                   |
| Hommes                              | Tucker West                   | Wolfgang Kindl             | Andi Langenhan              |
| Femmes                              | Alex Gough                    | Tatjana Hüfner             | Natalie Geisenberger        |
| Doubles                             | Toni Eggert / Sascha Benecken | Tobias Wendl / Tobias Arlt | Peter Penz / Georg Fischler |
| Relais                              | épreuve annulée               | épreuve annulée            | épreuve annulée             |

| 4. Park City (16 au 17 décembre 2016) |                               |                            |                                     |
| Épreuve                               | Vainqueur                     | Deuxième                   | Troisième                           |
| Hommes                                | Roman Repilov                 | Wolfgang Kindl             | Dominik Fischnaller                 |
| Femmes                                | Erin Hamlin                   | Emily Sweeney              | Alex Gough                          |
| Doubles                               | Tobias Wendl / Tobias Arlt    | Andris Sics / Juris Sics   | Toni Eggert / Sascha Benecken       |
| Sprint Hommes                         | Dominik Fischnaller           | Roman Repilov              | Andi Langenhan                      |
| Sprint Femmes                         | Erin Hamlin                   | Emily Sweeney              | Tatjana Hüfner                      |
| Sprint Doubles                        | Toni Eggert / Sascha Benecken | Tobias Wendl / Tobias Arlt | Matthew Mortensen / Jayson Terdiman |

| 5. Königssee (5 au 6 janvier 2017) |                                           |                                             |                                         |
| Épreuve                            | Vainqueur                                 | Deuxième                                    | Troisième                               |
| Hommes                             | Semen Pavlichenko                         | Ralf Palik                                  | Wolfgang Kindl                          |
| Femmes                             | Natalie Geisenberger                      | Tatiana Ivanova                             | Tatjana Hüfner                          |
| Doubles                            | Tobias Wendl / Tobias Arlt                | Toni Eggert / Sascha Benecken               | Robin Geueke / David Gamm               |
| Relais                             | Allemagne (Geisenberger-Palik-Wendl/Arlt) | États-Unis (Hamlin-West-Mortensen/Terdiman) | Autriche (Kastlunger-Kindl-Steu/Koller) |

| 6. Sigulda (14 au 15 janvier 2017) |                                                 |                                               |                                                 |
| Épreuve                            | Vainqueur                                       | Deuxième                                      | Troisième                                       |
| Hommes                             | Roman Repilov                                   | Semen Pavlichenko                             | Wolfgang Kindl                                  |
| Femmes                             | Tatiana Ivanova                                 | Natalie Geisenberger                          | Victoria Demchenko                              |
| Doubles                            | Toni Eggert / Sascha Benecken                   | Oskars Gudramovičs / Pēteris Kalniņš          | Tobias Wendl / Tobias Arlt                      |
| Sprint Hommes                      | Semen Pavlichenko                               | Roman Repilov                                 | Wolfgang Kindl                                  |
| Sprint Femmes                      | Natalie Geisenberger                            | Tatjana Hüfner                                | Tatiana Ivanova                                 |
| Sprint Doubles                     | Toni Eggert / Sascha Benecken                   | Oskars Gudramovičs / Pēteris Kalniņš          | Ludwig Rieder / Patrick Rastner                 |
| Relais                             | Russie (Ivanova-Pavlichenko-Yuzhakov/Prokhorov) | Allemagne (Geisenberger-Loch-Eggert/Benecken) | Lettonie (Cauce-Kivlenieks-Gudramovičs/Kalniņš) |

| 7. Oberhof (4 au 5 février 2017) |                                          |                                           |                                                 |
| Épreuve                          | Vainqueur                                | Deuxième                                  | Troisième                                       |
| Hommes                           | Felix Loch                               | Roman Repilov                             | Andi Langenhan                                  |
| Femmes                           | Natalie Geisenberger                     | Tatjana Hüfner                            | Tatiana Ivanova                                 |
| Doubles                          | Tobias Wendl / Tobias Arlt               | Toni Eggert / Sascha Benecken             | Robin Geueke / David Gamm                       |
| Relais                           | Allemagne (Geisenberger-Loch-Wendl/Arlt) | Russie (Ivanova-Repilov-Denisyev/Antonov) | Lettonie (Cauce-Kivlenieks-Gudramovičs/Kalniņš) |

| 8. Pyeongchang (18 au 19 février 2017) |                                                    |                                        |                                     |
| Épreuve                                | Vainqueur                                          | Deuxième                               | Troisième                           |
| Hommes                                 | Dominik Fischnaller                                | Andi Langenhan                         | Samuel Edney                        |
| Femmes                                 | Tatiana Ivanova                                    | Natalie Geisenberger                   | Julia Taubitz                       |
| Doubles                                | Toni Eggert / Sascha Benecken                      | Tobias Wendl / Tobias Arlt             | Robin Geueke / David Gamm           |
| Relais                                 | Allemagne (Geisenberger-Langenhan-Eggert/Benecken) | Autriche (Platzer-Kindl-Penz/Fischler) | Lettonie (Zirne-Aparjods-Šics/Šics) |

| 9. Altenberg (25 au 26 février 2017) |                                               |                                     |                                             |
| Épreuve                              | Vainqueur                                     | Deuxième                            | Troisième                                   |
| Hommes                               | Roman Repilov                                 | Felix Loch                          | Johannes Ludwig                             |
| Femmes                               | Natalie Geisenberger                          | Tatjana Hüfner                      | Dajana Eitberger                            |
| Doubles                              | Toni Eggert / Sascha Benecken                 | Matthew Mortensen / Jayson Terdiman | Robin Geueke / David Gamm                   |
| Relais                               | Allemagne (Geisenberger-Loch-Eggert/Benecken) | Lettonie (Cauce-Aparjods-Šics/Šics) | Russie (Ivanova-Repilov-Yuzhakov/Prokhorov) |